# Pelecopsis mutica
Pelecopsis mutica är en spindelart som beskrevs av Denis 1957. Pelecopsis mutica ingår i släktet Pelecopsis och familjen täckvävarspindlar.
Artens utbredningsområde är Frankrike. Inga underarter finns listade i Catalogue of Life.